# Béla Zsolt
Dans le nom hongrois Zsolt Béla, le nom de famille précède le prénom, mais cet article utilise l’ordre habituel en français Béla Zsolt, où le prénom précède le nom.
Pour les articles homonymes, voir Zsolt.
Béla Zsolt, né sous le nom de Béla Steiner le 8 janvier 1895 à Komárom (Hongrie) et mort le 6 février 1949 à Budapest (Hongrie),, est un journaliste, homme politique socialiste radical et écrivain hongrois.
Il a écrit l'un des premiers mémoires sur l'Holocauste, Nine Suitcases (en hongrois : Kilenc koffer, Neuf valises). Tibor Fischer l'a qualifié de « meilleure contribution de la Hongrie à l'écriture de l'histoire de l'Holocauste », avertissant que ce n'était « pas pour les délicats ».

## Biographie
Béla Zsolt naît en 1895 dans une famille juive. Avant la Première Guerre mondiale et, alors qu'il était encore jeune, Zsolt est déjà considéré comme un représentant exceptionnel du mouvement de la Décadence hongrois. Au cours des années tumultueuses de la révolution (1918 et 1919), il est un ardent défenseur d'un régime bourgeois-libéral et un opposant aux républiques soviétiques et à l'État d'entreprise chrétien-nationaliste émergent de Miklós Horthy. Dans les années intermédiaires entre les guerres, Zsolt gagne une reconnaissance en tant que dramaturge, romancier et journaliste politique. Il blâme « les populistes folkloriques... qui ont dénoncé la civilisation occidentale urbaine et défendu un système chauvin basé sur la force et la pureté présumées d'une race magyare intacte enracinée dans la campagne hongroise » pour la montée au pouvoir du gouvernement de droite hongrois. Après-guerre, il se mobilise pour que les écrivains collaborationnistes du régime des Croix-Fléchées soient jugés, et de manière plus générale, pour que la société hongroise fasse un examen de conscience sur sa responsabilité dans la guerre.
Après son retour en Hongrie en 1945, Zsolt fonde le Parti radical hongrois, dont il est éditeur du journal Haladás (Progrès). Zsolt et élu à l'Assemblée nationale lors de sa deuxième tentative en 1947. Il n'a pas vécu pour voir la prise de pouvoir ultime par les communistes. Béla Zsolt meurt en 1949 des suites d'une grave maladie,,.